# But-2-yne-1,4-diol
Le but-2-yne-1,4-diol est un composé organique de la famille des alcynes et des diol. Il se présente sous la forme de cristaux incolores à jaunes, extrêmement solubles dans l'eau et l'éthanol.

## Synthèse
Le but-2-yne-1,4-diol est obtenu par synthèse de Reppe, par réaction de l'acétylène (éthyne) sur une solution aqueuse de formaldéhyde (méthanal) sous pression (il fut produit ainsi à grande échelle à partir de 1941) :
{\displaystyle \mathrm {2\ CH_{2}O\ +\ C_{2}H_{2}\longrightarrow C_{4}H_{6}O_{2}} }
La réaction se produit normalement à une température comprise entre 90 et 150 °C, selon la pression appliquée au système qui va de 1 à 20 bar. Différentes techniques de productions brevetées utilisent des catalyseurs à base de cuivre et de bismuth, ou encore de l'acétylide de cuivre (I).
La production annuelle européenne de butynediol est d'environ 200 000 tonnes.

## Applications
Le but-2-yne-1,4-diol est un transformé par hydrogénation en but-2-ène-1,4-diol et en butane-1,4-diol. C'est aussi un précurseur de la vitamine B6. Il est aussi utilisé dans la fabrication de médicaments, de pesticides, d'herbicides,  de retardateur de flamme, d'agents anti-corrosion, de plastifiants, de résines synthétiques et de polyuréthanes. Il est utilisé dans les processus de galvanisation (par le nickel ou le cuivre), et pour faire briller et préserver les plaquages en nickel.